# Villamayor de Campos
Villamayor de Campos – gmina w Hiszpanii, w prowincji Zamora, w Kastylii i León, o powierzchni 26,32 km². W 2011 roku gmina liczyła 422 mieszkańców.